# ポルタ・フルバ＝クアドラーロ駅
ポルタ・フルバ＝クアドラーロ駅(Porta Furba-Quadraro)はローマ地下鉄のA線にある駅の一つである。イタリアの首都ローマのトゥスコラーナ街道沿いのトリブーニ広場 (Piazza dei Tribuni) とモンテ・デル・グラーノ通り (via del Monte del Grano) の近くにある。
すぐ近くをラツィオ州鉄道のFR4、FR6、FR7、FR8の線路が集結して走っている。

## 周辺
- トルピニャッタラ (Torpignattara)
- マンドリオーネ (Mandrione)
- フェリクス水道 (Acquedotto Felice)
- グアドラーロ (Quadraro)
- フルバ門 (ポルタ・フルバ、Porta Furba)